# دانشگاه دولتی سیکتیوکار
دانشگاه دولتی سیکتیوکار (به لاتین: Syktyvkar State University) یک دانشگاه در روسیه است که در فرودگاه سیکتیوکار واقع شده‌است.